# Высокопольский сельский совет (Харьковская область)
Високопольский сельский совет — входит в состав Валковского района Харьковской области Украины.
Административный центр сельского совета находится в селе Высокополье.

## История
- 1919 — дата образования.

## Населённые пункты совета
- село Высокополье
- село Гвоздево

### Ликвидированные населённые пункты
- село Волчье
- село Гайворонское